# Leah Garcés
Leah Garcés és la presidenta de Mercy For Animals i autora de Grilled: Turning Adversaries into Allies to Change the Chicken Industry, publicat per Bloomsbury USA. Abans de dirigir Mercy For Animals, Garcés va fundar Compassion in World Farming USA, on va exercir de directora executiva i es va associar amb Panera Bread, Chipotle, Perdue Farms i altres empreses alimentàries per adoptar estàndards més alts de benestar animal.

## Infància
Garcés va néixer a Espanya i es va criar a Orlando, Florida. Es va fer vegetariana als 15 anys.

## Carrera

### Treball amb World Animal Protection
Del 2003 al 2010, Garcés va exercir com a directora de campanyes i programes a World Animal Protection a Londres. El seu treball la va portar per tot el món, fent campanya contra les corrides de toros a Espanya, protegint els dofins portats de Fiji per actuar a Mèxic i lluitant contra la cria de bilis d'ós a l'Àsia.

### Treball amb Compassion in World Farming
Del 2001 al 2003, Garcés va exercir com a directora de campanya internacional de Compassion in World Farming. Va tornar a l'organització el 2011, fundant la seva sucursal nord-americana, Compassion in World Farming USA.
Garcés es va fer coneguda pel seu treball amb els grangers de pollastres denunciants. El 2014, el periodista del New York Times, Nicholas Kristof, va explicar la història de la seva col·laboració amb l'agricultor de pollastres de Carolina del Nord Craig Watts, un contractista de Perdue Farms, que va obrir els seus graners a Garcés per filmar les males condicions del benestar animal. Poc després, la història va ser coberta per WIRED, Vice, el Washington Post, Business Insider, Salon, i altres i va ser objecte d'una pel·lícula documental de Fusion TV. Menys de dos anys després, Perdue Farms es va comprometre amb estàndards més alts de benestar animal.
El 2016, Garcés va col·laborar amb Mike Weaver, aleshores un granger de pollastres per contracte per a Pilgrim's Pride, per a una altra exposició al New York Times de Kristof que revelava pollastres malalts i ferits.
Mentre estava a Compassion in World Farming USA, Garcés també va influir en Chipotle, Trader Joe's, Panera Bread i altres empreses alimentàries per millorar els estàndards de benestar animal a les seves cadenes de subministrament.

### Treball amb Mercy For Animals
Garcés va esdevenir presidenta de Mercy For Animals l'octubre de 2018.
Activa als Estats Units, Canadà, Brasil, Amèrica Llatina, Índia i Hong Kong, Mercy For Animals treballa per "construir un sistema alimentari compassiu reduint el patiment i acabant amb l'explotació dels animals per a l'alimentació". Mercy For Animals fa campanyes per a lleis més endurides i estàndards més alts de benestar animal a la indústria alimentària, realitza investigacions encobertes en explotacions intensives de cria d'animals i plantes de matança, i treballa amb escoles K-12 per servir més menjars basats en plantes.
L'organització ha treballat amb nombroses celebritats per exposar la crueltat cap als animals i promoure l'alimentació basada en plantes, com Joaquin Phoenix, Bob Barker, Candice Bergen, Daniella Monet, Sarah Jeffery, Felipe Neto, i Eugenio Derbez.
En el primer any de Garcés com a presidenta, Mercy For Animals va ajudar a moure més de 50 marques d'aliments per adoptar estàndards de benestar animal més estrictes; va llançar dues investigacions encobertes sobre la indústria càrnia de Mèxic, una investigació sobre la indústria porcina dels Estats Units i diverses investigacions amb drons d'operacions intensives de cria d'animals en nombrosos països; es va associar amb l'estat de Belo Horizonte al Brasil per servir més àpats vegetals a les escoles, afectant 200.000 estudiants; i va ajudar a aprovar la Proposició 12 a Califòrnia, que eliminarà gradualment la venda i producció de carn de porc, ous i vedella d'animals confinats de manera intensiva.
El novembre de 2019, l'organització va llançar el Projecte Transfarmation, que ajuda els agricultors a passar de la cria d'animals al cultiu de plantes.

### Llibre Grilled
El llibre de Garcés, Grilled: Turning Adversaries into Allies to Change the Chicken Industry, va ser publicat el 3 de setembre de 2019 per Bloomsbury USA. Al llibre, Garcés detalla els seus esforços per reduir el patiment dels animals a la indústria del pollastre treballant amb grangers de pollastre denunciants per exposar condicions inhumanes i amb grans empreses de carn i aliments per establir estàndards més alts de benestar animal.
Grilled va ser avalat pel director general de Whole Foods Market, John Mackey, l'autor de best-sellers del New York Times, AJ Jacobs, la CEO de Patagonia, Rose Marcario, l'autora i periodista de Big Chicken Maryn McKenna, l'actriu i autora Joanna Lumley i el director general del Dr. Bronner, David Bronner. El llibre va rebre crítiques positives a Vox, Civil Eats, The Ezra Klein Show, OZY, i Women You Should Know.

## Vida personal
Garcés viu a Atlanta, Geòrgia, amb el seu marit i els seus tres fills. Forma part dels consells assessors de Rebellyous Foods i Encompass. També forma part del Dairy Advisory Council de Ben & Jerry's.